# الکتروکلش
الکتروکلش (انگلیسی: Electroclash) که با نام‌های رترو الکترو (retro electro)، تِک پاپ (tech pop)، نوو دیسکو (nouveau disco) و نئو-الکترو (neo-electro) نیز شناخته می‌شود، گونه‌ای از موسیقی الکترونیک است که اواخر دهه ۱۹۹۰ در نیویورک و دیترویت پدید آمد. موسیقی الکتروکلش سبک‌های الکترو، نیو وِیو و سینث پاپ از دهه ۱۹۸۰ را با سبک‌های تکنو، الکتروپاپِ قدیمی‌مآب (retro style) و موسیقی رقص الکترونیک از دهه ۱۹۹۰ پیوند می‌دهد.
الکتروکلش در واقع واکنشی به قواعد سفت و سخت موسیقی تکنو بود و به جای آن بر ساخت ترانه، وجوه نمایشی و شوخ‌طبعانهٔ موسیقی (که الهام گرفته از هنر اجرا بود) تأکید می‌کرد.
از پیشگامان این سبک می‌توان به گروه‌ها و هنرمندانی نظیر کلایدر، آی-اف (اینتر-فرنس)، جرالد دانلد، پیچز، ادُلت، لگووِلت و فیشرسپونر اشاره کرد.